# Magia de pollas
«Magia de pollas» («Cock Magic» como título original) es el octavo episodio de la temporada decimoctava de la serie animada de televisión norteamericana South Park. Es el episodio número 255 de la serie, fue escrito y dirigido por su cocreador Trey Parker. Se estrenó en Estados Unidos el 19 de noviembre de 2014 en el canal Comedy Central y explora la popularidad del juego de cartas coleccionables: Magic: The Gathering, y tangencialmente aborda otros temas: el mundo de los deportes femeninos, las apuestas ilegales en peleas de animales y los derechos de estos.
El arriesgado estilo de juego de Kenny en las cartas Magic: The Gathering causa la admiración de todos los chicos hasta que se enteran de que hay más acción en las peleas que se llevan a cabo en los sótanos de «City Wok» y «Panda Express». Mientras tanto, la policía trata de detener la práctica de este deporte ilegal y Randy sorprenderá a todos con su propia versión de su «magia de pollas».

## Trama

### Acto 1
El episodio comienza en los pasillos de la escuela primaria de South Park, donde las chicas del equipo de voleibol están invitando a los chicos a que asistan al próximo partido para apoyarlas, pero estos se burlan de ellas y afirman que es más importante el próximo evento del torneo de cartas "Magic: The Gathering". Más tarde en la tienda de juegos, Kenny gana su partido de cartas y los chicos quedan impresionados con la "brutalidad" del juego de Kenny. Por su parte Wendy está decepcionada de que Stan no haya asistido a acompañar las chicas del equipo de Vóley. 
Un conserje de la escuela escucha hablar a los chicos sobre el juego de cartas y les da información sobre un evento subterráneo secreto. Más tarde Cartman, Stan, Kyle y Kenny asisten a la dirección suministrada por el conserje que es el sótano del "City Wok", y allí encuentran un evento donde unos gallos están "peleando" con las cartas "Magic", este evento es conocido como "Magia de pollas". Stan, Kyle y Cartman disfrutan del evento, pero Kenny se siente mal porque considera que los gallos son obligados a estar en las peleas y los chicos deciden comprar un pollo y entrenarlo. 
Al día siguiente los oficiales de policía llegan a la residencia de Kenny e interrogan a su padre sobre las peleas clandestinas de "magia de pollas" pues quieren saber quién las organiza y piensan que el padre de Kenny tiene información pues estas peleas les gustan a los asiáticos, mexicanos y a «la gente blanca lo suficientemente pobre». 
Por otro lado en la residencia de Stan, Randy está reunido con los chicos y les expresa su preocupación de que estén metidos en la "magia de pollas", y los quiere aconsejar sobre cómo hacer bien este tipo de "magia". En realidad Randy se refiere a otro tipo de "magia de pollas", no se trata de un juego de cartas sino unos trucos con su pene. Los chicos quedan estupefactos al ver la actuación de Randy. 
Más adelante, los chicos van a un negocio clandestino donde venden aves que se utilizan en peleas de "magia de pollas" y tras verlas todas le preguntan al vendedor si piensa que dichas aves son felices. El vendedor no comprende la pregunta porque para el son simples "gallinas". Los chicos escogen a un pollo muy joven y lo nombran McNuggets
Mientras tanto, Randy practica su forma de "magia polla", puesto que él cree que las personas del pueblo están entusiasmadas con este tipo de espectáculo a pesar de las advertencias de su esposa Sharon quien le recuerda que por practicar esta magia en el pasado lo expulsaron de la universidad.

### Acto 2

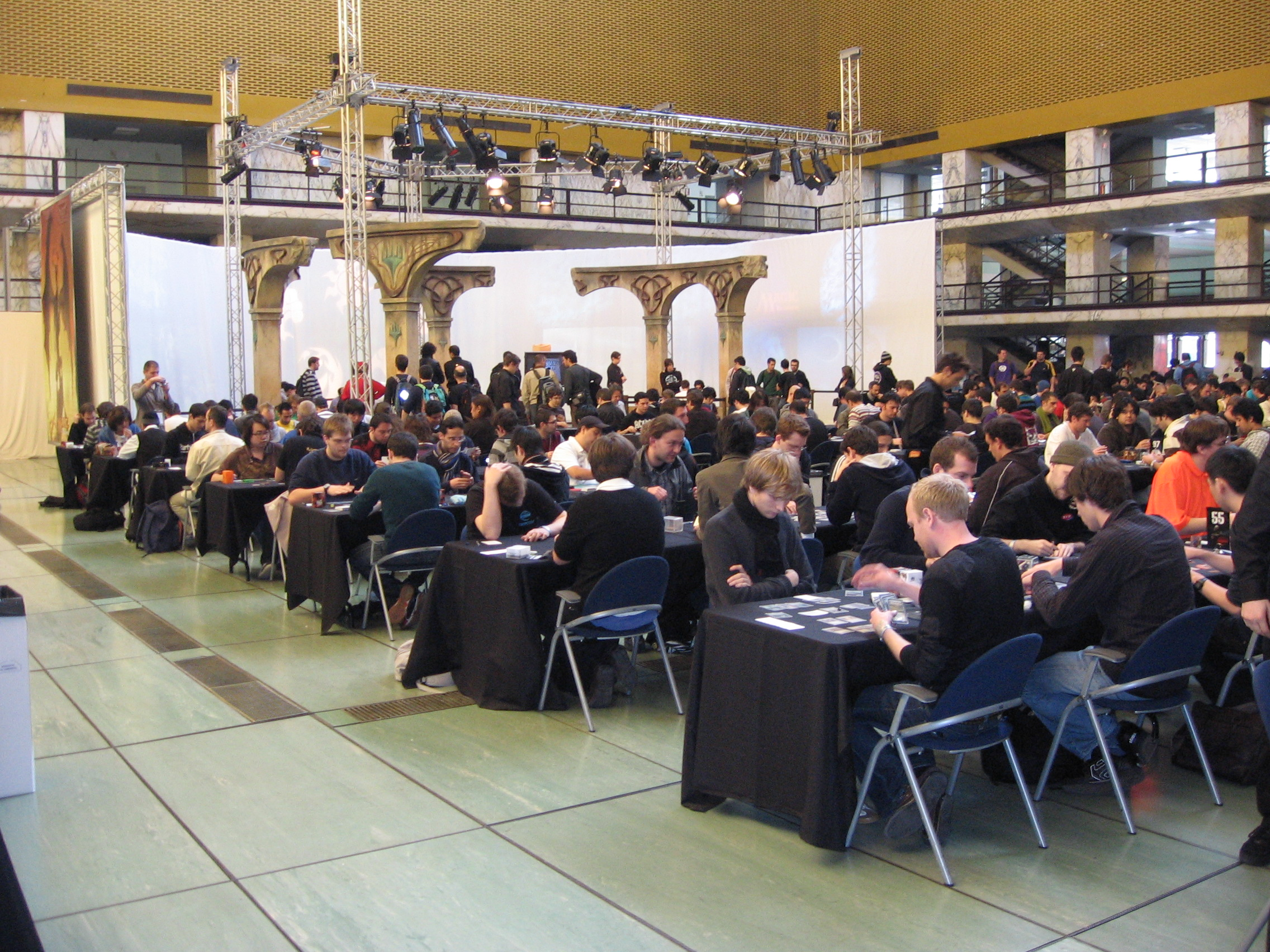
Torneo de Magic: The Gathering.

En el sótano del City Wok los chicos llevan a su polla McNuggets para que compita en una pelea de "magia de pollas" y esta sale victoriosa. A la salida los chicos son abordados por un empresario quien está impresionado por la pelea y los invita a participar en un torneo de más alto nivel. 
Por otro lado Randy es contratado para animar una fiesta infantil y hace un número sangriento con su miembro viril lo cual aterroriza a todos los niños presentes. Mientras esto sucede, los chicos en la escuela presumen frente a sus compañeros por la pelea de MacNuggets y en ese momento ingresa la entrenadora del equipo de voleibol femenino solicitando nuevamente el apoyo de todos los estudiantes. Los chicos nuevamente se burlan de los deportes femeninos pero en ese momento la entrenadora llama a la capitana del equipo para que invite a todos sus compañeros y pasa al frente Wendy lo cual deja estupefacto a Stan debido a que él no sabía que su novia practicaba aquel deporte. 
Mientras esto sucede los agentes de policía llegan a la residencia donde Randy presentó su espectáculo de magia y los padres horrorizados le comentan al detective los actos desarrollados por el mago, pero el detective está confundido y cree que los padres están encubriendo un evento ilegal de peleas de "magia de pollas" y por ello se lleva arrestado a uno de los padres
Más tarde, Kyle, Kenny y Cartman llevan a McNuggets al próximo evento que se celebra en el sótano de un Panda Express. Por su parte Stan asiste al juego de voleibol de las niñas para ganarse el favor de Wendy. En el evento hay una polla invicta llamada "Gadnuk rompedora de mundos" y los chicos se dan cuenta McNuggets será superado, pero se ven obligados a jugar.

### Acto 3

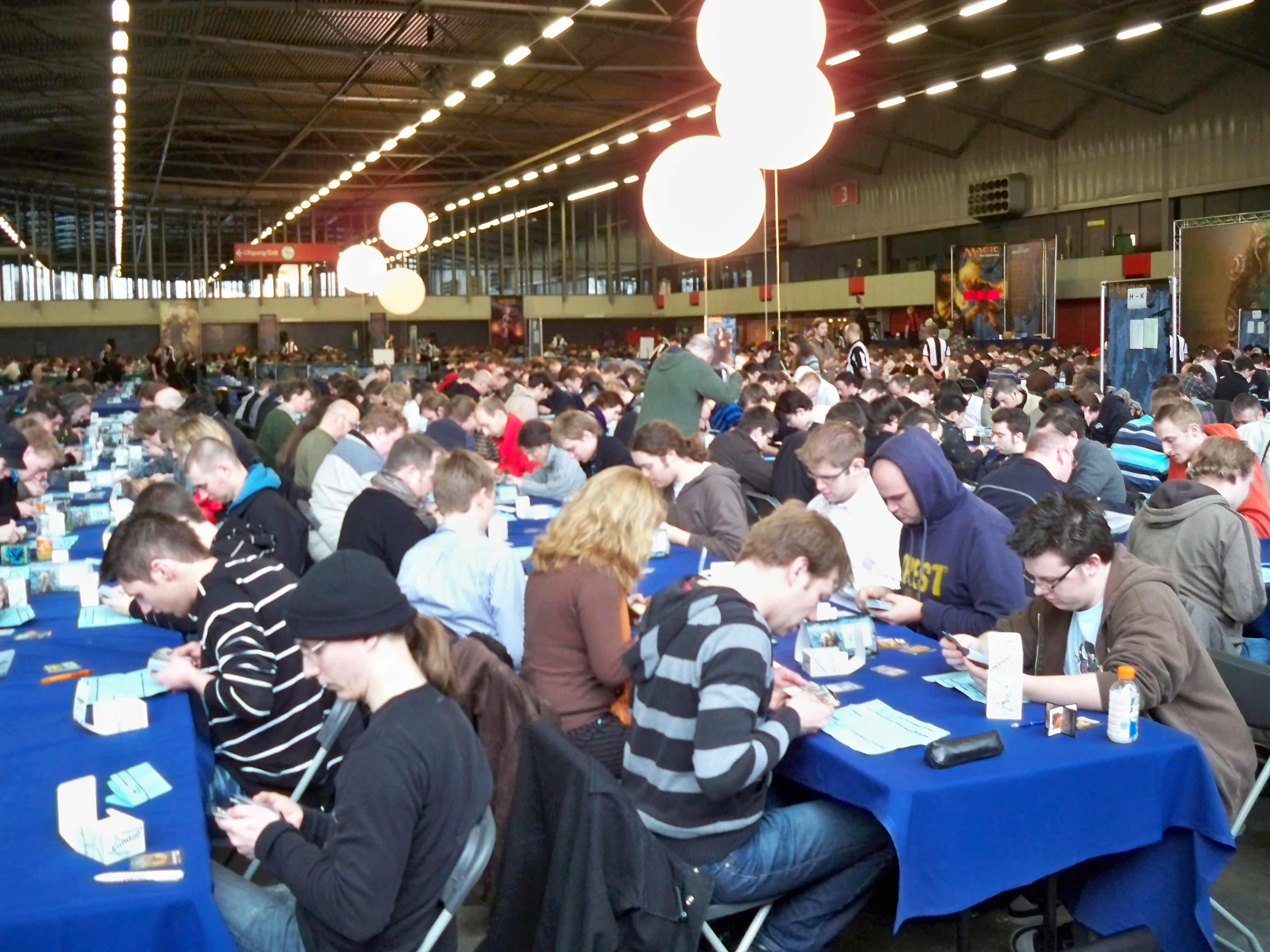
Grand Prix de Magic: The Gathering. Tema del episodio

El evento de magia de pollas es trasmitido en directo por el canal ESPN illegal, McNuggets fue reemplazado por Kenny mientras Cartman le va comentando por celular a Stan lo que sucede en la pelea. Después de varios movimientos Kenny está venciendo a Gadnuk pero en ese momento ingresa la policía al sótano donde se juega el evento y lo interrumpe. Mientras la policía se prepara para detener a todo el mundo, inicia el espectáculo del medio tiempo animado por Randy quien nuevamente efectúa trucos con su pene mientras toda la audiencia se encuentra atónita, incluyendo a los policías. En este momento los asistentes aprovechan la distracción de la policía para escapar, quedando solo los agentes y Randy en aquel lugar.
Al día siguiente, en la escuela Kenny pregunta qué van a hacer con McNuggets y Stan tiene la idea de combinar juego de voleibol de las chicas contra McNuggets jugando Magic, el juego finalmente tiene la atención del público que han estado esperando todo el tiempo.

## Producción

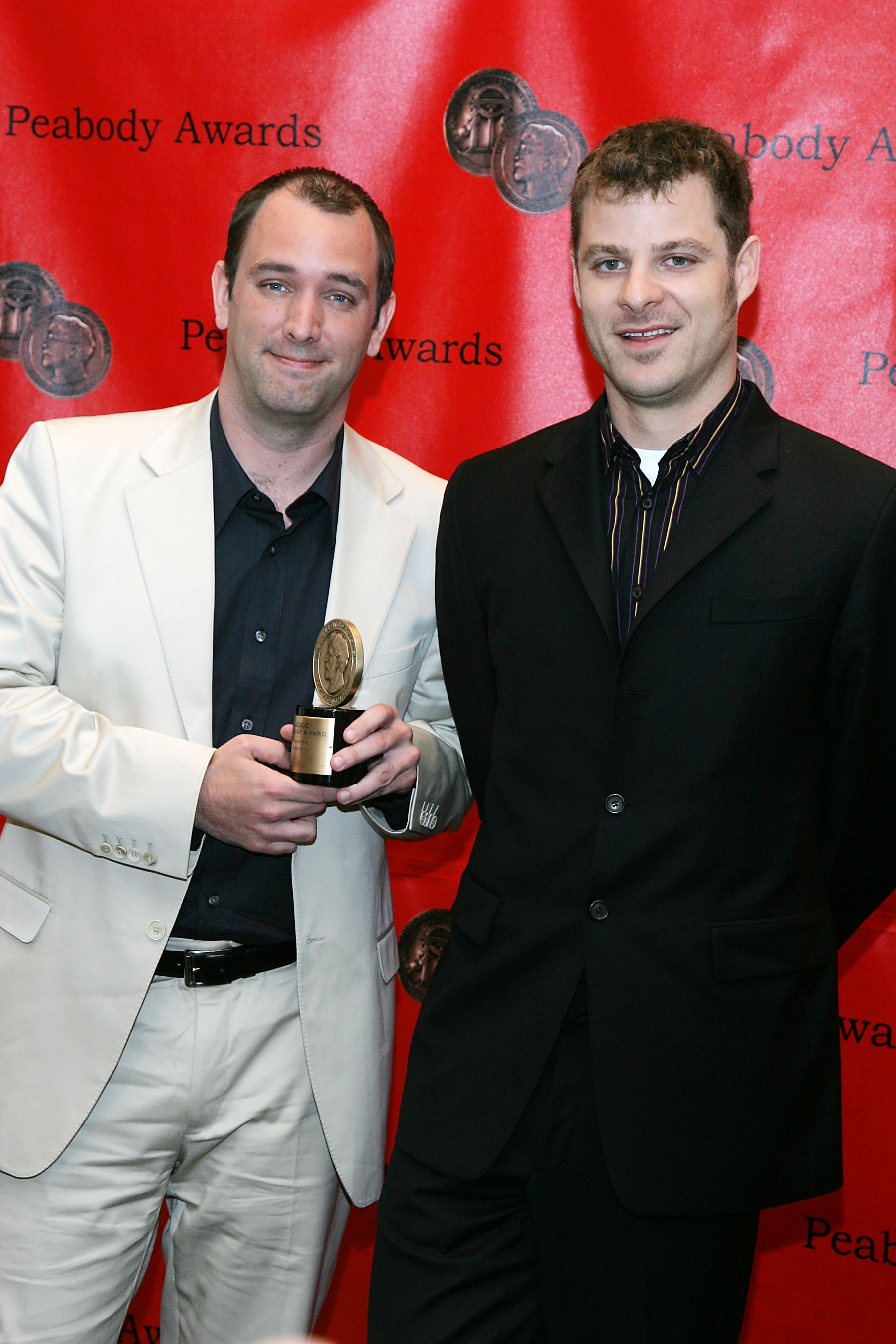
Los cocreadores de la serie Parker y Stone.

Al final de la producción del sexto episodio de la temporada dieciocho denominado Freemium no es gratis, Trey Parker y Matt Stone discutieron sobre qué haría Stan en vez de practicar los juegos freemium y se inclinaron por los juegos de mesa, ya que les parecía muy divertido este tema como trasfondo del episodio. Los creadores de la serie querían hacer un capítulo donde los personajes practicaran un juego de mesa, pero con la variante de dicho juego sería tratado como una actividad ilegal, pero a su vez como un deporte serio. Para el juego se eligió Magic: The Gathering porque Parker lo había jugado antes y era fan suyo. El involucrar aves en la trama fue algo espontáneo y por ello se acuñó el término "Magia de pollas" con la variante de Randy haciendo su propia magia con su "polla".
Peter Serafinowicz fue invitado al episodio para hacer la voz del locutor. Parker y Stone creían que Serafinowicz tenía una «voz hermosa» así que le tuvieron que hacer varias voces diferentes para ver cuál sería la mejor opción. Originalmente, la voz seleccionada fue una voz de locutor de golf pausada y tranquila. A pesar de ser «un poco divertido», Parker y Stone consideraron que «las escenas quedaban algo muertas» y quisieron utilizar un tono de voz más divertido. En el último minuto, se decidió que se utilizaría un estilo de voz de un anunciador de lucha donde el locutor debe estar "súper emocionado" como después de un  knockout. Serafinowicz realizó el papel como un muy excitado locutor inglés de fútbol y Parker y Stone quedaron muy satisfechos. 
Como dato curioso, en este episodio el señor McCormick se encuentra bebiendo cerveza libre de gluten. De esta forma oficialmente dos de los tres padres de los chicos consumen bebidas sin gluten (el otro padre es Randy Marsh). 

### Personajes

#### Habituales y no debutantes
| Personaje         | Roll                 | Debut                                        |
| ----------------- | -------------------- | -------------------------------------------- |
| Eric Cartman      | Personaje principal  | El Espíritu de la Navidad (Jesús vs. Frosty) |
| Kyle Broflovski   | Personaje principal  | El Espíritu de la Navidad (Jesús vs. Frosty) |
| Stan Marsh        | Personaje principal  | El Espíritu de la Navidad (Jesús vs. Frosty) |
| Kenny McCormick   | Personaje principal  | El Espíritu de la Navidad (Jesús vs. Frosty) |
| Butters Stotch    | Personaje principal  | Cartman Consigue una sonda anal              |
| Wendy Testaburger | Estudiante           | El Espíritu de la Navidad (Jesús vs. Santa)  |
| Craig Tucker      | Estudiante           | Mr. Hankey the Christmas Poo                 |
| Randy Marsh       | Padre de Stan        | Volcán                                       |
| Sharon Marsh      | Madre de Stan        | Un Elefante hace el Amor con una Cerda       |
| Tuong Lu Kim      | Comerciante          | Jared Has Aides                              |
| Harrison Yates    | Policía              | Christian Rock Hard                          |
| Darryl Weathers   | Habitante South Park | Goobacks                                     |
| Mr. Garrison      | Profesor             | Cartman Gets an Anal Probe                   |

#### Debutantes
| Personaje                                  | Roll                     |
| ------------------------------------------ | ------------------------ |
| Granjero                                   | Granjero de pollos       |
| Padres de niño en cumpleaños               | Habitantes de South Park |
| Mitchell                                   | Conserje de escuela      |
| Entrenadora de equipo femenino de Voleibol | Profesora                |
| Promotor de Peleas de magia de pollas      | Promotor                 |
| Cock Magic Promoter Bodyguard A            | Guardaespaldas           |
| Cock Magic Promoter Bodyguard B            | Guardaespaldas           |
| Cock Magic Announcer                       | Cronista deportivo       |
| McNuggets                                  | Pollo                    |
| Fluffy                                     | Gallo                    |
| Gadnuk the Breaker of Worlds               | Gallo                    |
| Scrambles                                  | Gallo                    |

### Locaciones
| Locación                       | Utilización | Primera aparición               |
| ------------------------------ | ----------- | ------------------------------- |
| Escuela primaria de South Park | Escuela     | Cartman Consigue una Sonda Anal |
| Residencia McCormick           | Residencia  | Starvin' Marvin                 |
| Residencia Marsh               | Residencia  | El gran crucero del Gran Gay Al |
| City Wok                       | Restaurante | Jared Has Aides                 |
| Panda Express                  | Restaurante | Cock Magic                      |
| McDonalds                      | Restaurante |                                 |
| Mirador de South Park          | Paraje      | Go Fund Yourself                |

## Temática y referencias culturales

### Temática principal

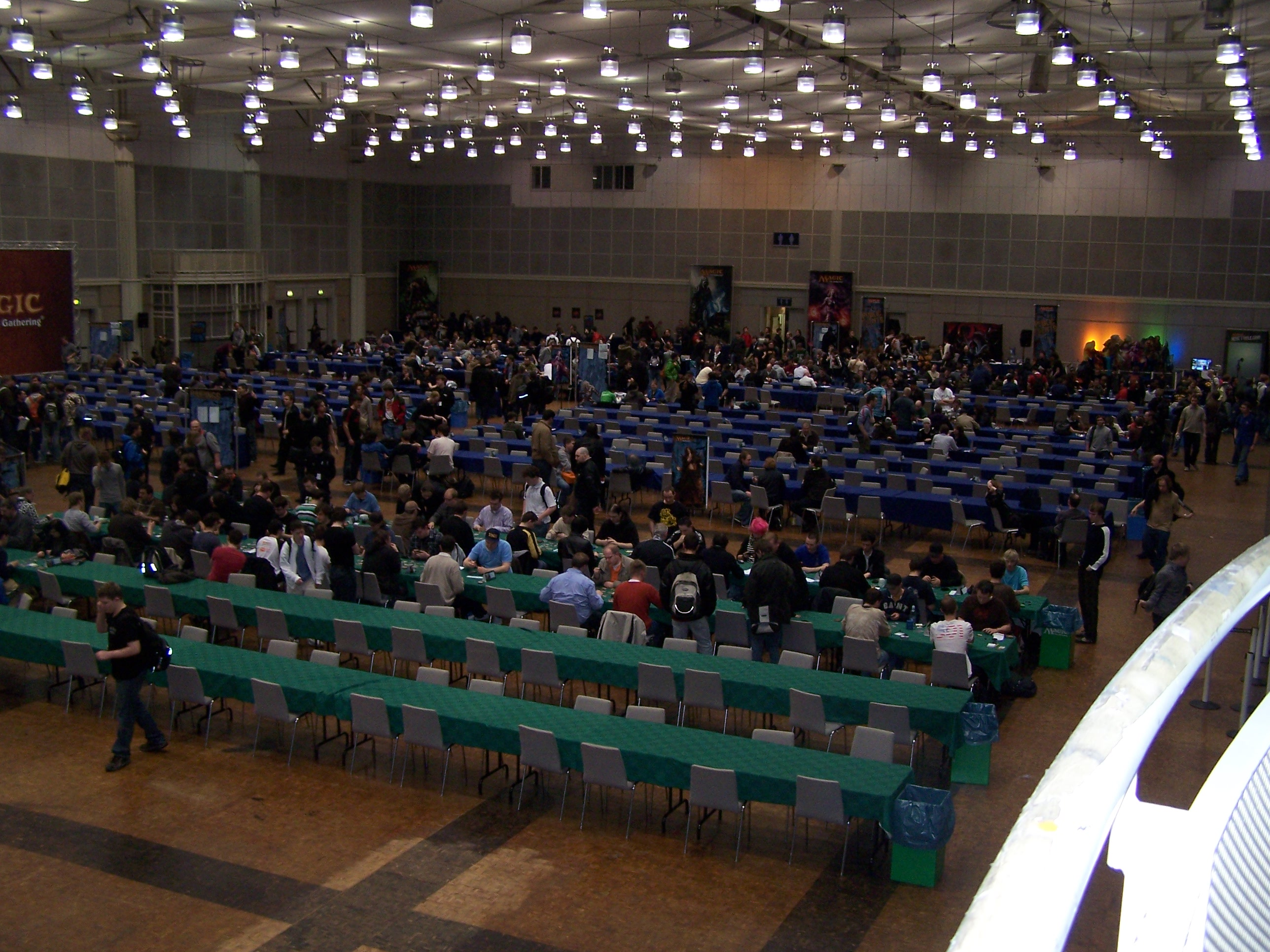
Torneo de Magic: The Gathering.

Este episodio se aleja un poco de los demás de la temporada en lo relacionado con su temática y ello se evidencia en dos circunstancias: en primer lugar, la mayoría de capítulos de la temporada tienen una única temática principal, mientras que "Magia de pollas" aborda diferentes temáticas que se entrelazan. En segundo lugar, la mayor parte de episodios de la temporada desarrollan temas relacionados con las nuevas tecnologías y la forma en que estas afectan el funcionamiento de la sociedad, mientras que en "Magia de pollas" el tema de la tecnología queda totalmente de lado.
Los escritores trabajaron varias líneas temáticas sin ninguna relación entre sí: en primer logar están los juegos de mesa, específicamente el juego de cartas: Magic: The Gathering. Este es el tema más relevante en torno al cual giran los demás pero no alcanza a ser el tema principal del episodio pues las otras temáticas también aportan mucho a la trama. Es el caso de los derechos de los animales y su utilización en peleas y apuestas clandestinas que es un segundo tema importante en el episodio. Además está el tema del menosprecio por los deportes femeninos como fuente de entretenimiento y su subordinación a los deportes masculinos.
Por último, los creadores de la serie utilizan de nuevo a Randy como personaje secundario pero que le da mucha dinámica al episodio con sus actuaciones de magia. Ya había tenido bastante importancia en diversos capítulos de la temporada: Ebola libre de gluten, La mariquita, El arbusto mágico y Freemium no es gratis. Podría decirse que es una de las temporadas en las cuales Randy tiene mayor aparición en los episodios. 
En conclusión, el episodio no cuenta con una temática principal profunda y que requiera mucha reflexión del espectador. Como en otros episodios, Parker y Stone, presentan una temática ligera que tiene el principal propósito de entretener con una trama absurda y bizarra pero divertida.

### Referencias culturales

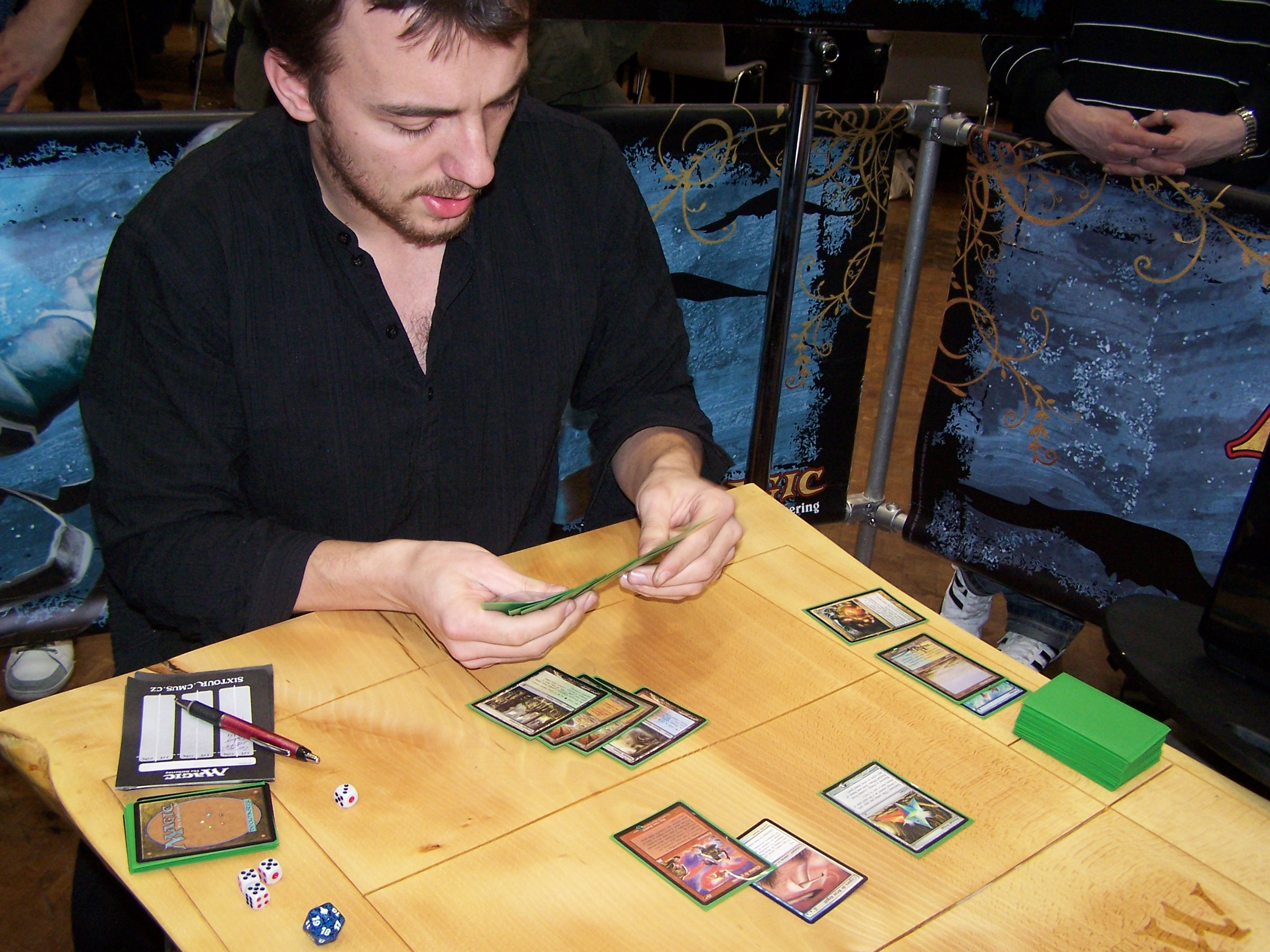
Jugador de Magic: The Gatering

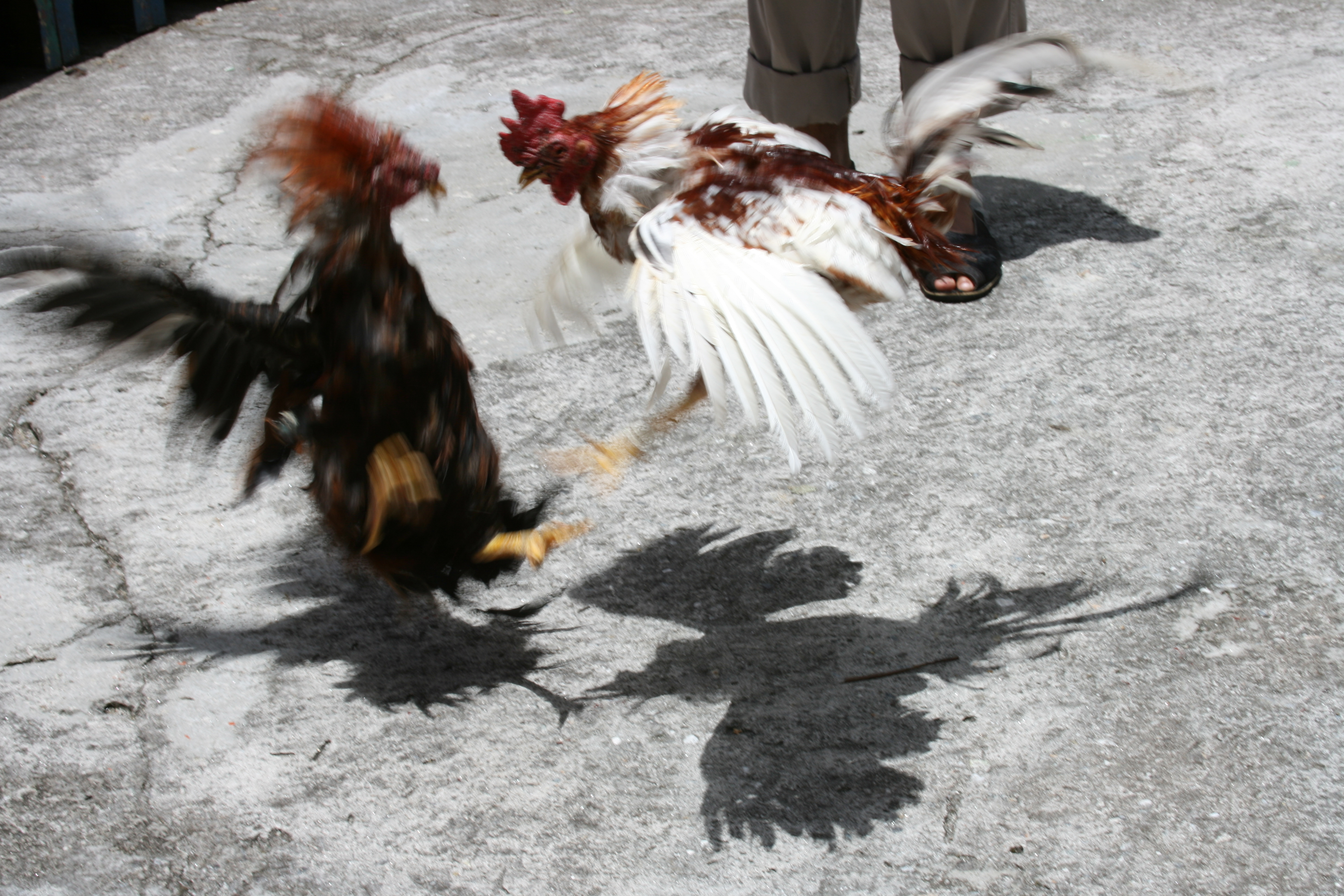
Pelea de gallos